# Olaf Cunitz

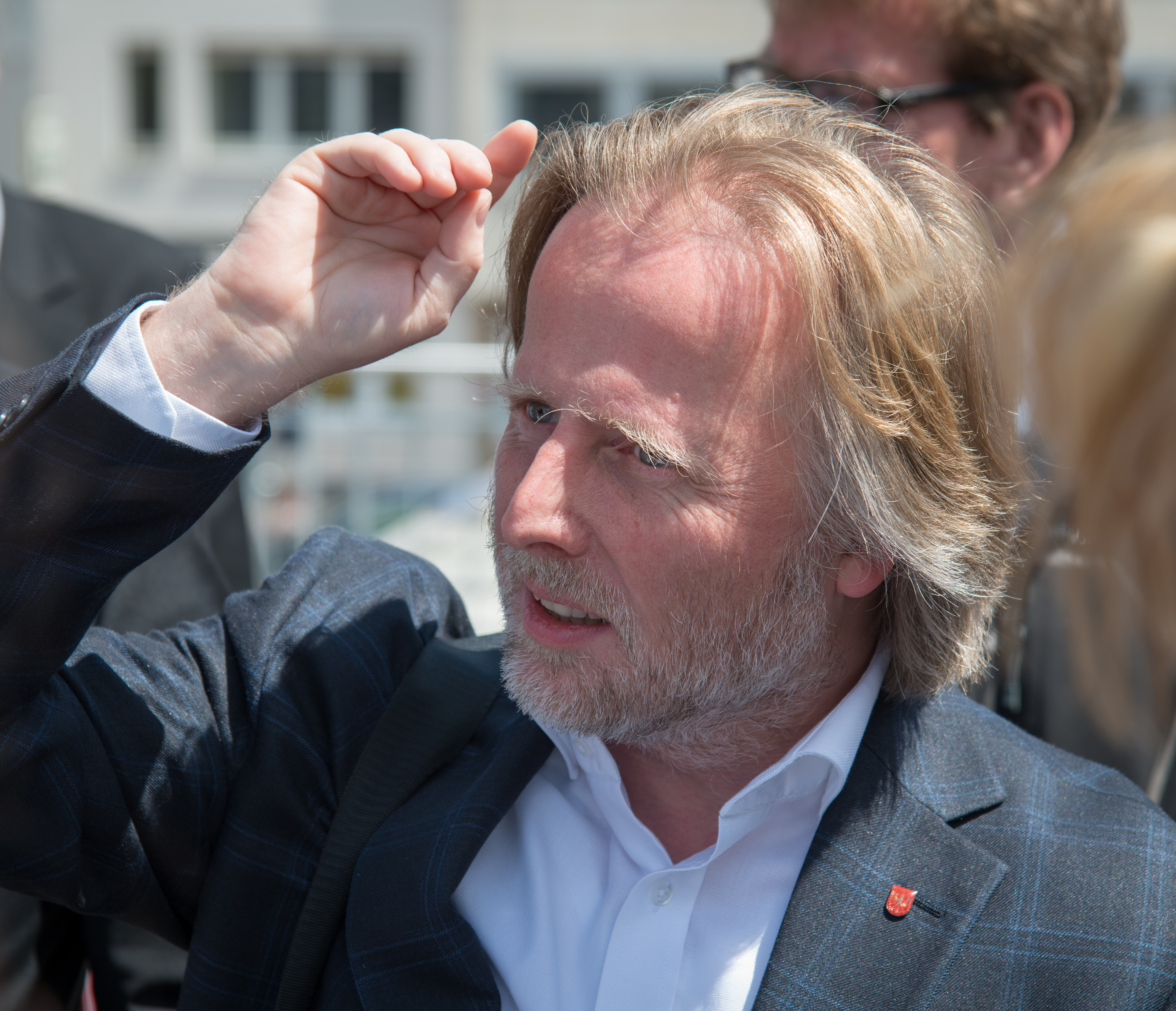
Olaf Cunitz (2015)

Olaf Cunitz (* 20. Juni 1968 in Frankfurt am Main) ist ein ehemaliger deutscher Politiker (Die Grünen). Von 2012 bis Juli 2016 war er Bürgermeister und Dezernent für Planen und Bauen der Stadt Frankfurt am Main.

## Schule und Studium
Cunitz machte im Jahr 1987 Abitur an der Frankfurter Bettinaschule und studierte anschließend Mittlere und Neuere Geschichte an der dortigen Goethe-Universität.

## Freie Wirtschaft und Landtag
Von 1997 bis 2004 war Olaf Cunitz Projektmanager im Bereich internationaler Marktforschung. Im Jahr 2005 wurde er Regionalbüromitarbeiter der Landtagsabgeordneten Mathias Wagner und Marcus Bocklet. Diese Tätigkeit führte er für zwei Jahre aus.
Nach dem Ausscheiden aus dem Frankfurter Magistrat übernahm Cunitz ab November 2016 die Leitung des Bereiches Bauland- und Projektentwicklung bei der DSK Deutsche Stadt- und Grundstücksentwicklungsgesellschaft mbH in Wiesbaden.

## Politischer Werdegang
Beim Kreisverband Frankfurt am Main von Bündnis 90/Die Grünen ist Cunitz seit 1998 aktiv. Ein Jahr später wurde er Mitglied der Partei. Vorstandssprecher der Frankfurter Grünen war er von 2001 bis 2007, Stadtverordneter war er von April 2006 bis März 2012. Zur selben Zeit (seit Juni 2006) war er auch Fraktionsvorsitzender der Grünen im Römer.

## Bürgermeister
Vom 15. März 2012 bis 14. Juli 2016 war Olaf Cunitz Bürgermeister der Stadt Frankfurt und Dezernent für Planen und Bauen (Dezernat II). Aufgrund der Abwahl der Grünen bei den Kommunalwahlen 2016 in Frankfurt war er aus dem Amt ausgeschieden.

## Privat
Olaf Cunitz ist verheiratet, hat ein Kind und ist evangelisch.